# Croton pilgeri
Espèce
Classification APG III (2009)
Croton pilgeri est une espèce de plantes à fleurs du genre Croton et de la famille des Euphorbiaceae, présente de l'Équateur jusqu'au Pérou.